# Бродський Адольф Давидович
Адо́льф Дави́дович Бро́дський (англ. Adolph Brodsky; 21 березня (2 квітня) 1851, Таганрог — 22 січня 1929, Манчестер) — британський скрипаль, диригент і музичний педагог.

## Життєпис
Адольф Бродський народився 1851 року в Таганрозі. Його батьки ймовірно були вихідцями з Західної України. Адольф був найстаршою дитиною в сім'ї (у батька було 8 дітей від двох шлюбів)..
1857 року, після смерті матері, родина перебралася до Херсона, де батько влаштувався керуючим млинів Вайнштейна. Ще в дитячому віці Адольфа віддали на навчання до оперного концертмейстера в Одесі.
У дев'ятирічному віці Адольф виступив на концерті і мав великий успіх. Ця подія привернула увагу багатих одеситів, і юному вундеркінду дали кошти для навчання за кордоном. Тож Адольф з батьком поїхав до Відня.
1866 року Бродський закінчив Віденську консерваторію у Йозефа Гельмесбергера-старшого.
1868—1869 — грав під керівництвом своего вчителя в квартеті Гельмесбергера.
1874—1878 — викладав в Московській консерваторії.
1879—1881 — диригент Київського симфонічного оркестру.
13 травня 1880 року в Севастополі Адольф одружився з Ганною Скадовською (1855—1929). Літо молодята провели в Алушті, після чого Ганна переїхала до Києва, а Адольф відправився в концертне турне по Кавказу з Київським симфонічним оркестром.
1881 року у Відні Адольф Бродський став першим виконавцем Концерту для скрипки з оркестром Ре мажор П. І. Чайковського.
1883—1891 — викладав в Лейпцизькій консерваторії.
У жовтні 1891 року Вальтер Дамрош запропонував Бродському стати концертмейстером Нью-Йоркського симфонічного оркестру. Бродський оселився в Нью-Йорку з дружиною. У 1894 році, через три роки перебування в США, він повернувся до Європи, ненадовго зупинившись в Берліні.
Від 1895 на запрошення Чарльза Галле викладав у Королівському Північному колледжі музики в Манчестері та керував Оркестром Галле. Він викладав у коледжі до своєї смерті. Серед його учнів у Манчестері був Артур Каттералл, який згодом став професором цього коледжу.
Перебуваючи в Манчестері, він створив свій другий квартет Бродського разом із Раудоном Бріггсом, Саймоном Шпельманом та Карлом Фуксом.
Серед учнів Бродського, зокрема, Ганс Беккер, Юган Гальворсен, Оттокар Новачек, Нора Кленчі, Наум Бліндер і Олександр Фідельман. Йому присвячена Друга симфонія  Віктора Бендіксена.